# Bývalé pařížské městské obvody

Srovnání pařížských obvodů před a po 1860
---------- hranice obvodů 1795-1860
---------- hranice obvodů po roce 1860

Bývalé pařížské městské obvody byly administrativní celky, na které byla Paříž rozdělena v letech 1795-1860. Jednalo se o 12 obvodů, které byly v roce 1860 nahrazeny současnými 20 městskými obvody.

## Historie
V roce 1790 bylo město Paříž rozděleno na 48 městských čtvrtí, které byly vymezeny hranicemi tehdejších městskými hradbami z let 1785-1788 Dne 11. října 1795 bylo správní členění Paříže upraveno na 12 městských obvodů tak, že každý z těchto obvodů zahrnoval čtyři čtvrti z roku 1790.
V letech 1840-1845 byly městské hradby posunuty do větší vzdálenosti od města. Dne 16. června 1859 vyšel zákon o nové organizaci Paříže. Hranice města byly posunuty až k novým hradbám a město pohltilo některé bývalé obce, které se nacházely na území mezi starými a novými hradbami. Vzniklo 20 nových obvodů, z nichž každý se skládal ze čtyř administrativních čtvrtí.
Od roku 1860 se hranice Paříže a jejích obvodů v podstatě nezměnily. Vnější hranice některých obvodů se změnily pouze výjimečně na základě zákona z 19. dubna 1919 o zrušení městských hradeb:
- 1925 (dekret z 3. dubna 1925) připojení vojenského cvičiště v Issy-les-Moulineaux (15. obvod)
- 1929 (dekret z 18. dubna 1929) připojení Bois de Boulogne (846 ha, 16. obvod) a Bois de Vincennes (995 ha, 12. obvod)
- 1930 připojení některých hraničních území Levallois-Perret, Clichy, Saint-Ouen, Saint-Denis, Aubervilliers, Pantin, Le Pré-Saint-Gervais, Les Lilas, Bagnolet a Montreuil

Paříž dosáhla své současné hranice v roce 1954. Od té doby zahrnuje rozloha města 10.540 ha (oproti 7802 ha v roce 1860  a 3438 ha v roce 1859 ).

## Seznam obvodů a čtvrtí
| Obvod | Čtvrtě                                                             |
| ----- | ------------------------------------------------------------------ |
| I.    | Champs-Élysées Place-Vendôme Roule Tuileries                       |
| II.   | Chaussée-d'Antin Faubourg-Montmartre Feydeau Palais-Royal          |
| III.  | Faubourg-Poissonnière Mail Montmartre Saint-Eustache               |
| IV.   | Banque Louvre Marchés Saint-Honoré                                 |
| V.    | Bonne-Nouvelle Faubourg-Saint-Denis Montorgueil Porte-Saint-Martin |
| VI.   | Lombards Porte-Saint-Denis Saint-Martin-des-Champs Temple          |
| VII.  | Arcis Marché-Saint-Jean Mont-de-Piété Saint-Martin-des-Champs      |
| VIII. | Faubourg-Saint-Antoine Marais Popincourt Quinze-Vingts             |
| IX.   | Arsenal Cité Hôtel-de-Ville Île-Saint-Louis                        |
| X.    | Faubourg-Saint-Germain Invalides Monnaie Saint-Thomas-d'Aquin      |
| XI.   | École-de-Médecine Luxembourg Palais-de-Justice Sorbonne            |
| XII.  | Jardin-du-Roi Observatoire Saint-Jacques Saint-Marcel              |